# Triumfetta welwitschii
Triumfetta welwitschii là một loài thực vật có hoa trong họ Cẩm quỳ. Loài này được Mast. miêu tả khoa học đầu tiên năm 1868.